# Sh2-182
Sh2-182 è una piccola nebulosa a emissione visibile nella costellazione di Cassiopea.
Si individua nella parte settentrionale della costellazione, alcuni gradi a nordest della stella κ Cassiopeiae; il periodo più indicato per la sua osservazione nel cielo serale ricade fra i mesi di agosto e gennaio ed è notevolmente facilitata per osservatori posti nelle regioni dell'emisfero boreale terrestre, dove si presenta circumpolare fino alle regioni temperate calde.
Si tratta di una regione H II di dimensioni apparentemente molto piccole, relativamente poco nota e studiata, situata probabilmente alla distanza di 1400 parsec (4560 anni luce) sul bordo interno del Braccio di Perseo. Secondo altri studi si tratterebbe di una nebulosa a riflessione, posta a distanza incerta, non legata alla nube con emissioni CO utilizzate per determinarne la distanza.